# Apechthis obscurata
Apechthis obscurata är en stekelart som först beskrevs av Cresson 1865.  Apechthis obscurata ingår i släktet Apechthis och familjen brokparasitsteklar. Inga underarter finns listade i Catalogue of Life.